# Tribonyx
Tribonyx Du Bus de Gisignies, 1840 è un genere di uccelli della famiglia dei Rallidi, endemico dell'Australia.

## Tassonomia
Comprende le seguenti specie:
- Tribonyx ventralis (Gould, 1837) - gallinella codanera australiana;
- Tribonyx mortierii Du Bus de Gisignies, 1840 - gallinella della Tasmania.